# Tessa Appeldoorn
Tessa Appeldoorn   (Utrecht, 29 d'abril de 1973) és una remadora neerlandesa, ja retirada, que va competir durant les dècada de 1990.
El 1996 va prendre part en els Jocs Olímpics d'Atlanta, on fou sisena en la prova del vuit amb timoner del programa de rem. Quatre anys més tard, als Jocs de Sydney, guanyà la medalla de plata en la mateixa prova. En el seu palmarès també destaquen dues medalles de bronze al Campionat del món de rem.